# 服部重彦
服部 重彦（はっとり しげひこ、1941年8月21日- ）は、日本の技術者、実業家。島津製作所代表取締役社長を経て、同社代表取締役会長、日本航空宇宙工業会副会長、京都工業会会長等を歴任した。

## 人物・経歴
- 三重県出身[1]。

- 三重県立津高等学校を経て[2]、1964年山梨大学工学部卒業、島津製作所入社。

- 1993年取締役に昇格。1997年常務取締役。2003年代表取締役社長。2007年藍綬褒章受章。

- 2008年日本航空宇宙工業会副会長、日本画像医療システム工業会副会長。2009年島津製作所代表取締役会長[3]。

- 2010年京都工業会会長、京都商工会議所副会頭、京都経営者協会副会長[3]。2011年田辺三菱製薬取締役、日本分析機器工業会会長[3]。2012年サッポロホールディングス取締役、ブラザー工業取締役、明治安田生命保険取締役。2015年日本経済新聞社監査役[4]、島津製作所相談役。2016年旭日重光章受章[3][5]。